# Hypaurotis citima
Hypaurotis citima är en fjärilsart som beskrevs av Edwards. Hypaurotis citima ingår i släktet Hypaurotis och familjen juvelvingar. Inga underarter finns listade i Catalogue of Life.